# 2002년 FIFA 월드컵 결승전
2002년 FIFA 월드컵 결승전(일본어: 2002 FIFAワールドカップ・決勝)은 2002년 6월 30일 요코하마 국제 종합 경기장에서 2002년 FIFA 월드컵의 우승팀을 가리기 위해 펼쳐진 축구 경기이다. 결승전은 독일과 브라질 간의 경기였다. 이 경기는 두 팀간 현재까지 처음이자 마지막으로 맞대결을 펼친 월드컵 결승 경기이다. 브라질은 이 경기에서 2:0(페널티골로 포함 시 3:0)으로 승리하면서, 역대 최다인 5번째 우승을 기록하였다. 나중에 2006년 월드컵에서 통산 15골로 월드컵 역대 최다 득점자로 이름을 올린 호나우두는 후반전에 2골을 넣으면서 브라질을 우승으로 이끌었고, 골든슈를 획득하였다. 이 경기에서는 카푸의 3회 연속 월드컵 결승 출전이라는 기록도 나왔으며, 대회에서 이 업적을 세운 선수는 아직까지 존재하지 않는다. 두 팀 모두 각 조에서 1위를 차지하면서 토너먼트전으로 진출하였다. 토너먼트전에서 결승전까지 독일은 아일랜드전에서 단 한골밖에 실점하지 않았고, 브라질은 튀르키예전과 코스타리카전, 잉글랜드전에서 골을 내줘 결승전에 오르기까지 4골을 허용하였다. 독일은 8강전에서 이변을 일으킨 미국과 4강전에서 일본과 공동 개최국 대한민국을 꺾고 결승에 올랐고, 브라질은 잉글랜드에게 8강에서 역전승하며 잉글랜드를 꺾은 뒤 4강전에서 튀르키예의 집요한 추격을 제치고 결승에 올랐다.
이번 대회의 우승으로 브라질은 역대 최다 기록인 5번의 월드컵 우승을 달성하였으며, 7경기를 연장전이나 승부차기 없이 이긴 첫 팀이 되는 영예를 안았다. 독일은 4번째 준우승이라는 또다른 대회 기록도 세웠다. 이미 월드컵을 3번 우승한 독일은 이번에 우승 시 4번째 우승으로 브라질과 최다 우승 동률을 이룰 수 있었다.
이 경기 이후 FIFA 월드컵 결승전은 연장전이나 승부차기까지 이어진 경기가 계속되다가, 16년 만인 2018년 FIFA 월드컵 결승전에서 정규 시간만으로 승부가 가려진 결승전이 이루어졌다.

## 결승까지의 경기

### 독일
대회를 앞두고 독일 국가대표팀은 주요 선수들을 부상으로 잃었다. 스타 선수인 제바스티안 다이슬러는 일본으로 떠나기 이틀 전에 치른 오스트리아와의 친선전에서 부상을 당하면서 대회에 불참하게 되었다. 국가대표팀 의료진은 다이슬러가 대회 전까지 회복이 가능할 것이라고 처음에 자신하였으나, 나중에 그에 대한 안전 문제 우려로 명단에서 제외되었다. "처음에 우리는 실날같은 희망을 가졌지만, 이제 우리에게 더 중요한 문제는 월드컵 보다 제바스티안의 건강상 문제입니다." 라고 루디 푈러가 입을 열었다. 또한, 미드필더 메흐메트 숄과 수비수 크리스티안 뵈른스와 옌스 노보트니도 부상으로 낙마하였다.
| 팀             | 전 | 승 | 무 | 패 | 득 | 실 | 차  | 점 |
| -------------- | -- | -- | -- | -- | -- | -- | --- | -- |
| 독일           | 3  | 2  | 1  | 0  | 11 | 1  | +10 | 7  |
| 아일랜드       | 3  | 1  | 2  | 0  | 5  | 2  | +3  | 5  |
| 카메룬         | 3  | 1  | 1  | 1  | 2  | 3  | −1  | 4  |
| 사우디아라비아 | 3  | 0  | 0  | 3  | 0  | 12 | −12 | 0  |

독일은 아일랜드, 하위 랭커 사우디아라비아, 그리고 카메룬과 함께 E조에 편성되었다. 삿포로 돔에서 열린 사우디아라비아와의 조별 리그 1차전 경기에서, 미로슬라프 클로제가 해트트릭을 득점하였으며, 6명의 독일 선수가 득점을 올렸고, 경기는 8-0 낙승으로 끝났다. 이어지는 아일랜드와의 경기에서 독일은 경기 내내 1-0 리드를 잡고 있었다. 그러나, 추가 시간 몇초만을 남겨놓고, 아일랜드의 로비 킨이 독일 수문장 올리버 칸을 상대로 동점골을 넣었다. 이 골로 경기는 1:1 무승부로 끝났으며, 독일은 이 경기에서 단 1점의 승점을 따내는데 그쳤다. 조별 리그를 1위로 마치기 위해 1승이 필요했던 독일은 아일랜드보다 승점 1점을 더 많이 수집한 카메룬과 시즈오카 경기장에서 조별 리그 최종전을 벌였는데, 팀당 경고 8회를 받고 1명씩 퇴장당할 정도로 양팀의 거친 플레이가 이어졌다. 40분, 독일 수비수 카르스텐 라멜로프가 경고누적으로 퇴장당해 위기를 맞기도 하였지만, 마르코 보데의 선제골과 클로제의 대회 5호골을 터뜨려 카메룬을 2:0으로 무난히 완파하였다. 이로써 독일은 승점 7점(2승 1무)으로 E조 1위를 차지하면서 16강에 진출하였다.
제주월드컵경기장에서 열린 16강전에서, 독일은 B조 2위를 차지한 파라과이를 상대하였다. 경기에서 독일은 수비적으로 경기에 임하였으며, 전반전을 득점 없이 마쳤고, 후반전도 막판까지 침묵이었었다. 88분이 되었을 때, 올리버 노이빌레가 첫 득점에 성공하였고, 경기는 독일의 1-0 승리로 종결되었다. 이어서, 독일은 깜짝 8강행을 달성한 미국을 상대하였다. 슛팅 횟수에서 6대11로 밀렸으나, 독일은 또다시 1-0 승리를 달성하였다. 결승골은 미하엘 발라크가 38분에 득점하였다.
서울월드컵경기장에서 진행된 준결승전에서, 독일은 공동 개최국인 대한민국을 만났다. 파라과이와의 경기에서와 마찬가지로, 전반전에서 후반전 중순까지 수비에 애로를 겪었다. 그러나, 득점 없는 교착 상태가 지속되던 와중에 대회에서 중대한 사건이 발생하였다. 71분, 발라크는 토너먼트전에서의 두 번째 경고를 받게 되었고, 다음 경기에 출전할 수 없게 되었다. 그럼에도 불구하고 이로부터 4분 후, 발라크는 상대 진영을 돌파하여 득점에 성공하였고, 이 골은 이 경기의 결승골이 되었다. 역시 1-0 승리를 거둔 독일은 터키를 1-0으로 꺾고 올라온 브라질을 상대하러 결승전으로 향했고, 두 팀은 월드컵에서 처음으로 서로를 상대하게 되었다.

### 브라질
브라질은 중화인민공화국, 코스타리카, 그리고 터키와 함께 C조에 편성되었다. 1998년 전번 월드컵에서, 브라질은 결승전에 진출하였으나, 홈팀 프랑스에게 0-3으로 완파당하였었다. 한 인터뷰에서, 브라질 미드필더 주니뉴 파울리스타는 브라질 국대와 국민 모두 프랑스에 패하면서 다가오는 월드컵에 부정적인 전망을 가지고 있었다고 회고하였다. 1998년 패배 이후, 팀은 루이스 펠리피 스콜라리를 신임 국가대표팀 감독으로 모셔왔다. 펠리피는 전임 감독들과 다르게 스스로 "불보이 축구"라고 부르는 스타일의 축구를 추구하였다. 그의 축구는 공격 지향적이며, 태클이 거친데, 이는 기교를 추구하는 기존의 브라질 국가대표팀과 대조된다.
| 팀             | 전 | 승 | 무 | 패 | 득 | 실 | 차 | 점 |
| -------------- | -- | -- | -- | -- | -- | -- | -- | -- |
| 브라질         | 3  | 3  | 0  | 0  | 11 | 3  | +8 | 9  |
| 튀르키예       | 3  | 1  | 1  | 1  | 5  | 3  | +2 | 4  |
| 코스타리카     | 3  | 1  | 1  | 1  | 5  | 6  | −1 | 4  |
| 중화인민공화국 | 3  | 0  | 0  | 3  | 0  | 9  | −9 | 0  |

6월 3일, 브라질은 나중에 조 2위를 차지하는 터키와 조별 리그 1차전을 치르었다. 전반전 추가 시간에 터키의 하산 사슈가 득점하였고, 브라질이 0-1로 끌려간 채 전반전이 종료되었다. 후반전에 들어서, 브라질의 호나우두는 50분에 1:1 동점골을 득점하며 빠르게 응수하였다. 점수는 막판까지 동률을 유지하고 있었다. 86분에 터키 수비수 알파이 외잘란이 브라질 공격수 루이장을 페널티 에어리어에서 넘어뜨려 즉시 퇴장당했고, 히바우두가 성공시킨 페널티킥으로 이어졌다. 경기는 브라질의 2-1 승리로 끝났다. 제주월드컵경기장에서 열린 중화인민공화국과의 2차전에서, 브라질은 경기를 수월히 풀어나갔다. 호베르투 카를루스, 히바우두, 호나우지뉴, 호나우두가 브라질의 릴레이 연속골을 터뜨렸으며, 이중 무려 3골이 전반전에 터졌다. 이 경기에서의 4-0 대승으로, 브라질은 중화인민공화국에게 2패를 안겨다 주었으며, 중화인민공화국은 하루 뒤에 또다른 2차전인 코스타리카와 터키의 맞대결에서의 1-1 무승부로 인해 탈락이 확정된다. 코스타리카와의 조별 리그 최종전에서, 브라질은 파상공세를 퍼부었다. 호나우두의 2골을 득점하였고, 총 4명의 브라질 선수가 이 경기에서 득점하며 브라질은 코스타리카에 5:2의 대승을 거두고 3전승으로 16강에 오른다. 코스타리카는 탈락하고 골 득실에서 앞선 터키가 브라질과 함께 16강에 오르는 행운을 누렸다.
토너먼트전에 완벽한 경기력을 선보이며 진입한 브라질은 H조 2위인 벨기에와 16강에서 격돌하였다. 36분, 벨기에 공격수 마르크 빌모츠가 골을 넣었지만 자메이카의 피터 프렌더개스트 주심의 오심으로 인해 득점으로 인정되지 못하였고, 이후 전반전 종료까지 양 팀은 슛팅이 번번히 선방에 막히면서 득점에 실패하였다. 67분, 공격수 히바우두가 브라질의 선제골에 성공하였다. 87분에 호나우두는 팀의 추가골을 뽑아내며 브라질의 2-0 승리에 쐐기를 박았다. 잉글랜드는 브라질과 8강에서 붙었고, 공격수 마이클 오언이 23분에 일찍이 선제골을 뽑아내며 앞서나갔다. 이후, 히바우두가 전반전 종료를 앞두고 동점골을 넣으면서 승부가 원점으로 돌아갔다. 후반전 개시 후, 공격수 호나우지뉴가 잉글랜드 골키퍼 데이비드 시먼의 키를 넘기는 프리킥으로 득점하면서 역전하였다. 그러나 7분 후, 호나우지뉴는 잉글랜드 수비수 대니 밀스의 발목을 밟는 위험한 플레이를 범해 멕시코의 펠리페 라모스 리소 주심으로부터 퇴장 명령을 받고, 다음 경기에 출전할 수 없게 되었다. 남은 시간동안 10명의 선수로 경기에 임하였으나, 브라질은 잉글랜드의 동점골을 끝까지 막아내어 2-1 승리를 굳혔고, 같은 8강에서 세네갈을 연장 접전 끝에 1-0으로 꺾고 올라온 터키를 상대하러 준결승으로 올라갔다.
준결승전에서 호나우지뉴가 빠진 브라질은 사이타마 경기장에서 터키를 또다시 상대하였다. 지난 경기와는 달리 양 팀은 수비 지향적으로 서로를 상대하였다. 전반전은 무득점으로 종료되었으나, 얼마 지나지 않아 반전이 일어났다. 후반 시작 4분만인 49분, 호나우두는 브라질의 득점을 올렸고, 이는 이 경기의 1-0 결승골이 되었다. 이 저득점으로 쟁취한 승리로, 브라질은 앞서 기술한 독일을 상대로 5번째 월드컵을 들어올리기 위하여 결승전으로 향했다.

## 배경

### 중계와 경기장
200개의 국가 및 영토에서 결승전을 라디오와 텔레비전으로 중계하였다. 도합 232개의 텔레비전 채널에서 경기를 중계하였는데, 이는 월드컵 결승전 역대 최다 기록이다. (이 기록은 이어지는 2006년 대회에 경신되었다.) 닐슨 조사를 받는 국가에 의하면 총 6300만명이 시청함으로써, 결승전은 모든 대회를 통틀어 가장 많은 시청자가 관람하였다. 뒤를 이어 개최국이 응원을 위해 많이 시청했던 독일-대한민국 경기가 근소한 차이로 대회 2위의 시청자 수를 나타내었다. 이 경기는 결승전이 아닌 경기로는 월드컵 역사상 최다 시청자를 기록한 경기이다.
경기는 이전에 세 차례의 월드컵 경기가 열렸던 요코하마의 국제 경기장에서 열렸다. 경기장은 70,000명을 수용할 수 있는 대회 최대의 경기장이었으며, 일본 전체에서 최대 경기장이다. 전체를 통틀어, 260,000명이 월드컵 대회 기간 동안 관중이 찾아왔고, 이는 한동안 기록으로 남아 있었다.

### 공인구
이 경기의 공인구는 아디다스 피버노바로 월드컵을 위해 특수 제조되었다. 공인구의 디자인은 각 육각형을 연결하는 삼첨점 형태를 띤 "탱고"의 디자인을 탈피하였고, 대신에, 삼각형과 비슷한 형태를 4개의 육각형에 위치시켰다. 외형과 색상은 아시아 문화를 기반으로 두었다. 재질은 정제된 합성 수지로 되어 있어, 공의 성능을 향상시켰고, 3겹의 박음질된 섀시로 공의 이동 경로를 정확하고 예측 가능토록 하였다. 공은 지나치가 가벼운 것으로 비난 받았으나, 이 공인구로 환상적인 골이 몇개 터졌다. 공은 토너먼트전에서 일어난 여러 차례의 이변의 원흉으로 지목되었다. 이탈리아 골키퍼 잔루이지 부폰의 경우 공을 "터무니없이 튀는 아이들이나 쓸법한 공" 이라 지칭하였고, 브라질의 에드미우송의 경우 공을 "너무 크고 너무 가볍다"라고 혹평하였다.

## 경기 정보

### 상세 정보
| 독일 | 0 – 2  | 브라질            |
| ---- | ------ | ----------------- |
|      | 리포트 | 호나우두 67′, 79′ |

| 독일 | 브라질 |

| GK         | 1  | 올리버 칸 (주장)  |    |     |
| CB         | 2  | 토마스 링케       |    |     |
| CB         | 5  | 카어스텐 라멜로프 |    |     |
| CB         | 21 | 크리스토프 메첼더 |    |     |
| RM         | 22 | 토어스텐 프링스   |    |     |
| CM         | 8  | 디트마어 하만     |    |     |
| CM         | 16 | 옌스 예레미스     |    | 77′ |
| LM         | 17 | 마어코 보데       |    | 84′ |
| AM         | 19 | 베언트 슈나이더   |    |     |
| CF         | 11 | 미로슬라프 클로제 | 9′ | 74′ |
| CF         | 7  | 올리버 노이빌레   |    |     |
| 교체 선수: |    |                   |    |     |
| FW         | 20 | 올리버 비어호프   |    | 74′ |
| FW         | 14 | 게랄트 아자모아   |    | 77′ |
| MF         | 6  | 크리스티안 치게   |    | 84′ |
| 감독:      |    |                   |    |     |
| 루디 푈러  |    |                   |    |     |

| GK                     | 1  | 마르쿠스          |    |     |
| CB                     | 3  | 루시우            |    |     |
| CB                     | 5  | 에드미우송        |    |     |
| CB                     | 4  | 호케 주니오르     | 6′ |     |
| RM                     | 2  | 카푸 (주장)       |    |     |
| CM                     | 8  | 지우베르투 시우바 |    |     |
| CM                     | 15 | 클레베르송        |    |     |
| LM                     | 6  | 호베르투 카를루스 |    |     |
| AM                     | 11 | 호나우지뉴        |    | 85′ |
| CF                     | 10 | 히바우두          |    |     |
| CF                     | 9  | 호나우두          |    | 90′ |
| 교체 선수:             |    |                   |    |     |
| MF                     | 19 | 주니뉴 파울리스타 |    | 85′ |
| MF                     | 17 | 데니우송          |    | 90′ |
| 감독:                  |    |                   |    |     |
| 루이스 펠리피 스콜라리 |    |                   |    |     |

| 최우수 선수: 호나우두 (브라질) 부심: 레이프 린베리 (스웨덴) 필립 샤프 (잉글랜드) 대기심: 휴 댈러스 (스코틀랜드) | 경기 규정: - 90분 - 필요시 연장전 30분 - 연장전 후에도 동점시 승부차기 - 12명의 교체 명단, 3명 교체 가능 |

### 통계
| 통계             | 독일 | 브라질 |
| ---------------- | ---- | ------ |
| 득점             | 0    | 2      |
| 슈팅             | 12   | 9      |
| 유효 슈팅        | 4    | 7      |
| 점유율           | 56%  | 44%    |
| 코너킥           | 13   | 3      |
| 반칙             | 21   | 19     |
| 오프사이드       | 1    | 0      |
| 경고             | 1    | 1      |
| 경고 누적 / 퇴장 | 0    | 0      |
| 퇴장             | 0    | 0      |

## 이후 상황
2002년 FIFA 월드컵 결승전에서 만났던 두 팀은 2014년 FIFA 월드컵 준결승전에서 다시 만났는데, 이번에는 독일이 브라질을 7:1로 짓밟으며 대승을 거두었다. 11분, 토니 크로스의 코너킥을 토마스 뮐러가 침착하게 선제골로 연결하였고, 23분에는 미로슬라프 클로제가 당시 최다 골인 15골을 보유했던 브라질 전직 축구 선수 호나우두의 기록을 깨는 자신의 16호골을 성공시켰다. 이후, 24분과 26분에 토니 크로스, 29분에 사미 케디라가 연속으로 골을 넣음으로써 브라질의 사기를 제대로 꺾어놓았고, 한술 더 떠서 안드레 쉬를레가 69분과 79분에 골을 더 넣어 점수를 7점차까지 벌려놓았다. 브라질의 오스카르가 90분에 만회골을 넣었지만, 결과는 결국 독일의 7:1 대승으로 끝났다. 브라질의 입장에서는 독일에게 제대로 복수를 당하며 두 번 다시 없을 최대의 뼈아픈 치욕(미네이랑의 비극)으로 남게 되었다.

## 같이 보기
- 브라질 대 독일 (2014년 FIFA 월드컵)